# Karel I. Flanderský
Blahoslavený Karel I. Flanderský nebo též Karel Dobrý či Karel Dobrotivý (nizozemsky Karel de Goede, francouzsky Charles le Bon, anglicky Charles the Good; 1084? – 2. března 1127 Bruggy) byl flanderský hrabě z dánské dynastie Estridsenů. V roce 1883 jej papež Lev XIII. beatifikoval. Jeho svátek je slaven 2. března.

## Život

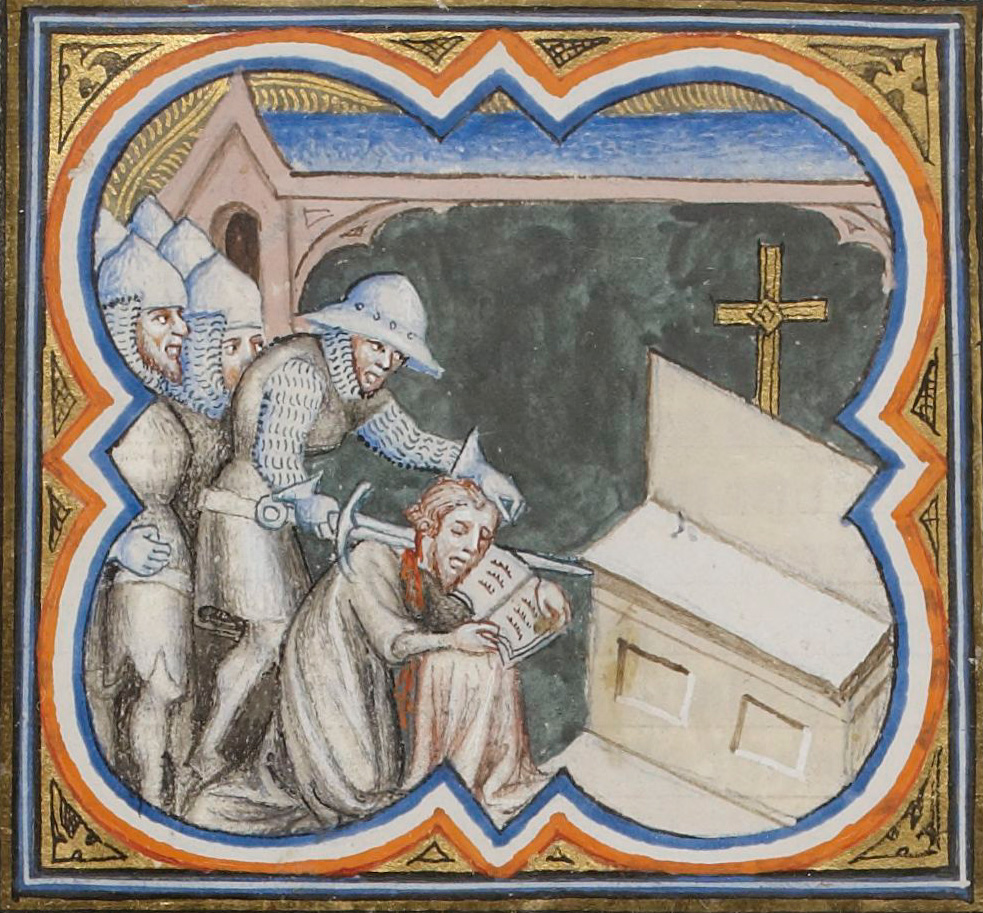
Vražda Karla Dobrého (středověká iluminace)

Karel byl synem dánského krále Knuta IV. a Adély, dcery Roberta I. Flanderského. Když byl král Knut roku 1086 zavražděn, uchýlila se vdova i s malým synem k otci, kde strávila příštích šest let. Roku 1092 se znovu provdala do Itálie za Rogera Borsu, syna Roberta Guiscarda.
Malý Karel zůstal ve Flandrech na dvoře děda a strýce Roberta II., kterého roku 1096 doprovázel během účasti na kruciátě. Poté, co byl pasován na rytíře, se někdy před rokem 1111 vydal na pouť do Svaté země, kde se zúčastnil boje proti „nepřátelům křesťanské víry“. Strýc zemřel roku 1111 díky nešťastnému pádu z koně v bitvě u Meaux. Hrabětem se stal Karlův bratranec Balduin, společník z dětství. Zemřel bezdětný již roku 1119 v bitvě u Bures-en-Bray. Karla, od roku 1117 ženatého s Markétou z Clermontu, stanovil Balduin svým nástupcem.
Novopečený hrabě se snažil o obnovu míru a spravedlnosti, v letech 1119-1127 vyhlásil zemský mír, získal respekt a oblibu díky své laskavosti a velkorysosti vůči chudým. Směřoval výboje místní šlechty na východní pomezí a zřejmě také pravidelnou každoroční účastí na turnajích, kde byla příležitost k vybití agrese.
| „                 | ...pro čest země a výcvik svých rytířů utkal s některými hrabaty a knížaty z Normandie. V čele dvou stovek rytířů se účastnil turnajů, čímž přispěl k věhlasu svého jména i k moci a slávě svého hrabství... | “ |
| — dobový kronikář | |   |

V době zajetí jeruzalémského krále Balduina v letech 1123–1124 uvažovali stoupenci rodu hrabat z Boulogne o možnosti nahradit Balduina v královské funkci Karlem. Roku 1124 se hrabě podílel na obraně Francie před německým císařem Jindřichem V. a byl v zadním voji královského vojska. Někdy v tuto dobu se zastal několika rytířů, jimž nechal pro vzpouru vyloupnout oči anglický král Jindřich I. Karel reagoval výtkou, že to je proti obyčejům mrzačit rytíře zajaté v boji a sloužící svému pánovi. V letech hladomoru se proslavil souborem sociálních opatření, osobně dohlížel na distribuci chleba a obilí a snažil se zamezit lichvě.
Dne 2. března 1127 byl Karel Dobrý zavražděn během mše v kostele sv. Donáta v Bruggách. Důvodem pro vraždu bylo hrozící prozrazení nízkého původu kapitulního probošta, který své neteře provdával za urozence a své synovce nechával pasovat rytíři. Proboštův klan předešel riziku prozrazení zavražděním hraběte.
Karlova smrt rozpoutala ve Flandrech válku na více než rok. Obyvatelé jati touhou po odplatě se chopili zbraní a zahnali vrahy hraběte do dveří kostela. Vrazi se v božím stánku zabarikádovali a obléhatelé se věnovali plenění a obohacování se.
| „                 | ...plní odvahy a chutě do boje, vidí před sebou obléhané a dávají dohromady veškerou svou odvahu, když pomyslí na to, jak by bylo krásné zemřít za své otce a za svou vlast, jaké slávy by se dostalo vítězům a jak zločinní a proradní byli zrádci, kteří se uchýlili do Kristova chrámu, avšak zejména dychtí po pokladu a stříbře pana hraběte, myslí na kořist, která je čeká, až přemůžou obléhané... | “ |
| — Galbert z Brugg | |   |

Během celého období však dle Galberta zemřelo pouze sedm lidí. I během útoku na kolegiátní kostel v Bruggách z milosti Boží nezahynul nikdo z toho množství, které vstupovalo dovnitř. Však také francouzský král Ludvík VI. téhož roku přivedl své vojáky do Flander a dle Sugera zanechal vlámské země očištěné a jakoby znovu pokřtěné díky trestu a hojnosti prolité krve. Novým hrabětem byl díky králově zásahu jmenován Vilém Clito, syn normandského vévody Roberta II. Na Karlovu památku založil roku 1136 Ludvík VI. klášter Chaalis.